# Alberto Merlati
Alberto Merlati, né le 4 juillet 1943 à Coni (Piémont) et mort le 12 décembre 2024, est un joueur italien de basket-ball. Il évolue durant sa carrière au poste de pivot.

## Palmarès
- Champion d'Italie 1968
- Finaliste des Jeux méditerranéens de 1967